# Valley (Nebraska)
Valley es una ciudad ubicada en el condado de Douglas en el estado estadounidense de Nebraska. En el Censo de 2010 tenía una población de 1875 habitantes y una densidad poblacional de 200,32 personas por km².

## Geografía
Valley se encuentra ubicada en las coordenadas 41°19′00″N 96°20′47″O / 41.31667, -96.34639. Según la Oficina del Censo de los Estados Unidos, Valley tiene una superficie total de 9.36 km², de la cual 9.22 km² corresponden a tierra firme y (1.55%) 0.15 km² es agua.

## Demografía
Según el censo de 2010, había 1875 personas residiendo en Valley. La densidad de población era de 200,32 hab./km². De los 1875 habitantes, Valley estaba compuesto por el 95.25% blancos, el 1.33% eran afroamericanos, el 0.43% eran amerindios, el 0.53% eran asiáticos, el 0% eran isleños del Pacífico, el 1.12% eran de otras razas y el 1.33% pertenecían a dos o más razas. Del total de la población el 4.05% eran hispanos o latinos de cualquier raza.